# Strzelanina w Sasebo
Strzelanina w Sasebo (jap. ルネサンス佐世保散弾銃乱射事件 Runesansu Sasebo sandan jū ransha jiken, pol. dosł. Atak z użyciem strzelby w Renaissance Sasebo) – strzelanina miała miejsce 14 grudnia 2007 roku w klubie sportowym Renaissance Sasebo w dzielnicy Nakiricho w mieście Sasebo w prefekturze Nagasaki. Sprawca zabił dwie osoby i ranił sześć innych, w tym dwoje dzieci. Sprawca, 37-letni Masayoshi Magome, zbiegł z miejsca zdarzenia, ale następnego dnia został znaleziony martwy w pobliskim kościele katolickim, w którym najprawdopodobniej popełnił samobójstwo.

## Przebieg

### Przed zabójstwem
W grudniu 2007 roku Magome zaprosił grupę przyjaciół, w tym kolegę z klasy Fujimoto, do klubu sportowego Renaissance Sasebo. Magome skontaktował się z około dziesięcioma przyjaciółmi i wysłał im wiadomość tekstową o treści: „wydarzy się coś interesującego” i „bawmy się dobrze” oraz poinstruował ich, aby 14 grudnia 2007 roku czekali w miejscu z widokiem na basen.

### Zabójstwo
14 grudnia 2007 roku około godziny 19:00 czasu lokalnego zamaskowany mężczyzna ubrany w kamuflaż i uzbrojony w strzelbę Beretta AL391 otworzył ogień podczas lekcji pływania w klubie sportowym Renaissance, oddając łącznie 11 strzałów. Instruktorka pływania Mai Kuramoto, 26-letnia kobieta, zmarła na miejscu zdarzenia, podczas gdy ciężko ranny Yuji Fujimoto, 36-letni mężczyzna, zmarł później w szpitalu. Kolejne sześć osób zostało rannych, w tym dwie dziewczynki w wieku 9 i 10 lat. Sprawca przez chwilę przetrzymywał innych użytkowników basenu jako zakładników, po czym uciekł.

### Po zabójstwie
Policja prefekturalna w Nagasaki i sąsiedniej Fukuoce natychmiast po incydencie wysłała specjalną grupę szturmową SAT. 15 grudnia 2007 roku o godz. 1:00 samochód sprawcy został znaleziony zaparkowany około 5 km na południowy zachód od klubu sportowego, w którym doszło do zbrodni. W samochodzie znajdowały się trzy sztuki broni, z wyjątkiem tej użytej w zbrodni. O 5:54 słychać było strzał w pobliżu kościoła katolickiego, a ciało znaleziono o 7:35 rano.

## Sprawca
Sprawca, Masayoshi Magome (馬込 政義), był 37-letnim bezrobotnym mężczyzną, który mieszkał z rodzicami i cierpiał na zaburzenia psychiczne. Jego rodzina była katolicka, ale on sam nie uczęszczał regularnie na nabożeństwa. Śledczy stwierdzili, że Magome przyjaźnił się z Kuramoto i Fujimoto, dwoma zabitymi osobami. Miał pozwolenie na trzy strzelby i wiatrówkę. Policja rzekomo otrzymała kilka skarg od sąsiadów sprawcy, że włóczy się on po mieście z bronią.

## Następstwa
Incydent ten uwypuklił wady kontroli broni, a ustawa o broni palnej została zmieniona w następnym roku.
Renaissance Sasebo, gdzie doszło do incydentu, wznowił działalność miesiąc później, 15 stycznia 2008 roku.
Ponieważ sprawca zmarł, prokuratura umorzyła sprawę przeciwko niemu w marcu 2008 roku i zamknęła dochodzenie.